# Skjern Station
Skjern Station er en dansk jernbanestation i byen Skjern i Vestjylland.
I 1875 blev jernbanestrækningen Ringkøbing-Varde indviet, og i 1881 blev Herning-Skjern-banen indviet. Dette dannede grundlaget for Skjern Station, som den er i dag. Fra 1920 til 1981 var den desuden udgangspunkt for Skjern-Videbæk banen, som efter planen skulle forlænges til Skive, men aldrig blev det.
Arriva har endestation i Skjern på 3 strækninger: Aarhus H-Skjern, Struer-Skjern og Esbjerg-Skjern. Togene ankommer og afgår som regel, så det passer med at skifte over i et andet tog. Andre gange er togene gennemkørende mod en af de andre strækninger.
Skjern Station har tre perronspor. Der har været tale om en tunnel mellem perronerne, da der er meget trafik mellem dem pga. passagerer, der skal skifte mellem togene, og borgere fra Skjern selv. Nu er der perronkrydsninger med advarsel i form af blink og lyd. I stationsbygningen er der ventesal, billetsalg og postkontor. Lidt syd for ligger Skjern Rutebilstation. Derudover er der et tidligere pakhus samt et vandtårn.
Skjern Station ligger i centrum af Skjern ud mod Bredgade overfor Banktorvet og gågaden Jernbanegade.

## Galleri
- Stationsbygningen set fra Bredgade.
- Ventesalen.
- Perronkrydsningen.
- Perron ved spor 3.
- Arriva-tog til Esbjerg og Aarhus.
- Vandtårnet ved Skjern Station.